# Brezylka brazylijska
Brezylka brazylijska (Caesalpinia brasiliensis) – gatunek drzewa z rodziny bobowatych (Fabaceae) z podrodziny brezylkowych (Caesalpinioideae). Drzewo rosnące w strefie tropikalnej na terenach od Antyli po Brazylię.

## Morfologia
Drzewo o liściach naprzeciwległych posiada drobne kwiaty w kolorze żółtym. kielich 5-dzielny, korona 5-płatkowa z 10 pręcikami w dolnej partii lekko owłosionymi i 1 słupkiem. Owocem tej rośliny jest jednonasienny strąk.

## Zastosowanie
Drzewo dostarcza cennego drewna używanego do produkcji mebli (tzw. drewno brezylkowe lub pod nazwą fernambuko lub pernambuko). Dostarcza również czerwonego barwnika o nazwie brazylina. Był on już wykorzystywany w czasach kolonialnych, gdzie dla wzrostu pozyskania rdzenia tego drzewa i zaczęto wykorzystywać niewolników spośród schwytanej ludności tubylczej. Barwnik ten był używany do barwienia tkanin oraz do produkcji atramentu i lakieru.

## Znaczenie w kulturze
Od nazwy portugalskiej nazwy tego drzewa (oraz innych z jego podrodziny) paubrasilia pochodzi nazwa kraju Brazylia. Drzewo podpalało się od dołu, korowało a następnie pocięte na kawałki wysyłało do Europy. Handel drewnem był objęty ścisłym królewskim monopolem.